# Pronophila colocasia
Pronophila colocasia är en fjärilsart som beskrevs av Otto Thieme 1906. Pronophila colocasia ingår i släktet Pronophila och familjen praktfjärilar. Inga underarter finns listade i Catalogue of Life.